# Rostaing Berenguier
Rostanh Berenguier de Marselha (fl. XVI secolo) è stato uno dei trovatori e ospitalieri attivi all'inizio del XIV secolo, originario di Marsiglia.

## Biografia
Fu amico del grande maestro Folco del Vilaret. La prima attestazione riguardante la vita di Rostanh è la breve ma inattendibile biografia di Jean de Nostredame. 

## Opera
È uno dei soli tre trovatori conosciuti ad avere composto estampidas, insieme a Raimbaut de Vaqueiras (il quale compose la prima, Kalenda maia) e Cerverí de Girona (che scrisse la quarta). Rostanh compose solo una: La dousa paria. Le sue canzoni sono conservate nel manoscritto chiamato "Giraud", dove la prima è una lunga canso in onore del suo mecenate Folco.

### Componimenti
Scambi di coblas
- Ab dous dezir ay desirat[5] (risposta a Un juoc novell ay entaulat di Lo Bort del rei d'Arago)
- D'amor de joy genitiva[6] (risposta a Midons m'es enperativa di Lo Bort del rei d'Arago)
- Pos de sa mar man cavalier del Temple[7]
- Quant tot trop tart, tost quant plac trop[8] (risposta a Mesier G. pensan en prop di Lo Bort del rei d'Arago)

Cansos
- La douss' amor qu'ai al cor (canso contesa da Jordan de Born)
- Si com trobam dar el vielh testamen
- Tant es plasent nostr'amia[3]
- Tot enaisi con es del balasicz[4][9] (dedicata interamente al suo mecenate Folco del Vilaret)

Estampida
- La dousa paria[3]